# تورتة
التُّورتة كعكة غنية ومتعددة الطبقات مليئة بالقشدة المخفوقة، قشدة الزبدة، موس ، مربى أو فواكه.